# Kronen-Orden-Medaille (Preußen)

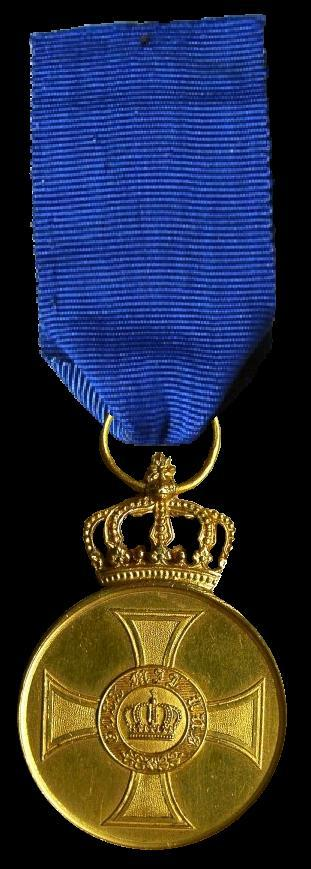
Avers der Kronen-Orden-Medaille

Die Kronen-Orden-Medaille ist ein allgemeines (Zivil- und Militär-) Verdienst-Ehrenzeichen der Krone Preußen. Sie war trotz der Bezeichnung dem Königlichen Kronen-Orden nicht affiliiert und gehörte somit nicht zum preußischen Ordenssystem.

## Stiftung
Die Stiftung der Medaille wurde am 1. Dezember 1888 von König Wilhelm II. mündlich genehmigt, nachdem er selbst am 23. September des Dreikaiserjahrs ihre Schaffung angeregt hatte.

### Gestaltung / Band
Auf ausdrücklichen Wunsch Wilhelms II. wurde sie vom Ersten Münzmedailleur Emil Weigand nach dem Vorbild der Roten Adler-Orden-Medaille gestaltet. Die Herstellung erfolgte durch das  Königliche Münzamt in Berlin. Die Medaille besteht sie aus einer vergoldeten Medaille mit 25 mm Durchmesser, die auf dem Avers das Ordenskreuz des Königlichen Kronen-Ordens, auf der Rückseite das Monogramm W Wilhelms II. Sie wird von einer fest mit der Medaille verbundenen preußischen Königskrone überhöht. Von 1888 bis Herbst 1915 wurde sie in vergoldetem Kupfer gefertigt, ab September 1916 in vergoldetem Zink.
Das Band hat die Farbe des Königlichen Kronen-Ordens, das Nimmergut als aufgehelltes Mittelblau  bezeichnet.

### Klassen / Trageweise
Die Medaille besteht aus einer Klasse: Medaille. Sie wurde an einem 25 mm breiten Band auf der linken Brustseite getragen.

### Vergabe
Die Medaille war bestimmt für Unterbedienstete (Lakaien, Leibjäger, Kammerdiener, Hoffouriere pp) nichtpreußischer Hofhaltungen, d. h. für Unteroffiziere, Soldaten, Unterbeamte und sonstige Bedienstete aus dem Gefolge bzw. den staatlichen Einrichtungen der Souveräne der deutschen Bundesstaaten sowie (ab 3. Mai 1889) ausländischer kaiserlicher, königlicher oder fürstlicher Häuser.
Ab 1893 konnten auch eingeborene Zivilpersonen in den Deutschen Schutzgebieten die Medaille erhalten. Gemäß einem Erlass des preußischen Ministers für öffentliche Arbeiten vom 3. November 1906, konnten Arbeiter, die für eine Verleihung des Allgemeine Ehrenzeichens nicht das erforderliche Mindestalter erreicht hatten, auf Vorschlag die Kronen-Orden-Medaille erhalten.
Sie wurde vom  Geheimen Militärkabinett und vom Geheimen Zivilkabinett verwaltet und auf Veranlassung des Königs vergeben, dessen Allerhöchste Schatulle auch die Herstellungskosten trug. Sie wurde nicht verliehen, sondern vergeben; denn sie war bei Tod des Empfängers nicht rückgabepflichtig. Ihre Ausgabe erfolgte zunächst ohne Urkunde, ab einem nicht bekannten Zeitpunkt mit einem Besitzzeugnis.

### Herstellungs- und Vergabezahlen
Von 1888 bis Herbst 1915 wurden insgesamt 11.300 Exemplare in vergoldetem Kupfer geliefert. Diese wurden bis September 1916 vollständig vergeben, wovon das Geheime Zivilkabinett 4.794 Vergaben statistisch erfasste. Die weiteren 6.506 Vergaben scheinen von Wilhelm II. spontan erfolgt zu sein, ohne vorausgehenden Verwaltungsakt.
Von September 1916 bis September 1918 wurden insgesamt 3.600 Exemplare in vergoldetem Zink geliefert. Von diesen wurden bis November 1918 ca. 1.300 vergeben, wovon das Geheime Zivilkabinett 242 Vergaben statistisch erfasste. Die weiteren ca. 1.050 Vergaben scheinen ebenfalls spontan erfolgt zu sein, ohne vorausgehenden Verwaltungsakt. Die übrig gebliebenen 2.300 Medaillen (einschließlich der noch im September 1918 gefertigten 2.000 Exemplare) wurden nach Kriegsende der Schmelze zugeführt.

## Bedeutung
Aufgrund der umfangreichen monarchischen Staatsbesuchs- und Familienfest-Diplomatie des ausgehenden 19. und beginnenden 20. Jahrhunderts ist die preußische Kronen-Orden-Medaille in zahlreichen Auszeichnungsnachlässen von Bediensteten europäischer und außereuropäischer Höfe zu finden. Sie kann somit als Zeugnis der internationalen Diplomatie am Vorabend des Ersten Weltkriegs angesehen werden.